# Friday 13th
«Friday 13th» és una cançó de la banda virtual de rock alternatiu Gorillaz amb la col·laboració del rapper Octavian. Es va publicar el 9 de juny de 2020 com a cinquè senzill de l'àlbum Song Machine, Season One: Strange Timez, dins del projecte audiovisual Song Machine.
El videoclip fou dirigit per Jamie Hewlett, Tim McCourt i Max Taylor, mentre la banda es trobava confinada a causa de la pandèmia de COVID-19. Els membres mostren cicatrius i contusions resultat de la lluita que van realitzar pel videoclip d'«Aries». El videoclip finalitza amb una cita del dramaturg James Baldwin.

## Llista de cançons
| Núm.          | Títol                        | Durada |
| ------------- | ---------------------------- | ------ |
| 1.            | «Machine Bitez #8»           | 0:49   |
| 2.            | «Friday 13th» (amb Octavian) | 3:35   |
| Durada total: | Durada total:                | 4:24   |

## Crèdits
Gorillaz
- Damon Albarn – cantant, instrumentació, director, baix, teclats, guitarra,
- Jamie Hewlett – artwork, disseny de personatges, direcció vídeo
- Remi Kabaka Jr. – programació de bateria

Músics addicionals i tècnics
- Octavian – cantant
- Stephen Sedgwick – enginyeria, enginyeria mescles
- John Davis – enginyeria masterització
- Samuel Egglenton – enginyeria